# لوکارسکو گوشوو
لوکارسکو گوشوو (به صربی: Lukarsko Goševo) یک منطقهٔ مسکونی در صربستان است که در نووی پازار واقع شده‌است.